# Ivan Soulyma
Pour les articles homonymes, voir Soulyma (homonymie).
Ivan Soulyma (en ukrainien : Іван Михайлович Сулима, en polonais : Iwan Sulima) est un Koch otaman puis Hetman des cosaques enregistrés de la république des Deux Nations.

## Biographie
Il vient d'une famille de la noblesse polonaise dont le père Mykhaïlo a servi pour Stanisław Żółkiewski. Pour ce service il reçût les villages de Sulimówka, Kuczakiw et Lebedyn tous dans l'actuel raïon de Boryspil. C'est en tant d'hetman élu du Sitch qu'il participait à des actions en Crimée en 1628, libérait des chrétiens, des esclaves d'une galères, Paul V lui remis une médaille pour ces faits. En 1635 il capturait Kafa, centre de négoce des esclaves, et la forteresse de Kodak par surprise c'est la révolte de Soulyman. Il fut défait capturé par l'armée de Stanisław Koniecpolski et exécuté à Varsovie la même année.